# Le facteur sonne toujours deux fois
Ne doit pas être confondu avec Le téléphone sonne toujours deux fois.
Le facteur sonne toujours deux fois (titre original : The Postman Always Rings Twice) est un roman policier de l'auteur américain James M. Cain publié en 1934.

## Résumé
L'histoire est racontée à la première personne par Frank Chambers, un jeune vagabond qui fait une halte dans un diner rural de Californie pour un repas, et qui finit par y travailler. Le restaurant est géré par une belle jeune femme, Cora, et son vieux mari, Nick Papadakis, parfois surnommé le Grec.
L'attirance est immédiate entre Frank et Cora qui commencent une liaison passionnée aux relents sadomasochistes ; lors de leur premier baiser fougueux, Cora demande à Frank de lui mordre les lèvres, ce qu'il fait jusqu'au sang.
Cora, femme fatale, est lasse de sa situation, mariée à un homme qu'elle n'aime pas, travaillant dans un établissement qu'elle aimerait posséder et améliorer. Frank et Cora envisagent alors de supprimer l'encombrant mari pour démarrer une nouvelle vie.
Ils veulent assommer Nick pour faire croire à une mort accidentelle dans son bain après une chute. Malgré le coup porté, l'apparition gênante d'un policier de passage fait avorter leur plan. Nick se remet du choc ; son amnésie rétroactive lui épargne la conscience d'avoir échappé à un crime.
Toujours déterminés à tuer Nick, les amants retentent le coup dans la voiture. Ivre, le vieux mari est placé au volant du véhicule qui s'écrase dans le ravin. Frank et Cora sont blessés. Le procureur local suspecte la vérité ; il manque de preuve à charge. Il tente de parvenir à ses fins en semant la discorde dans le couple de tueurs. Son plan est dérouté par l'avocat de Cora qui leur apporte la liberté.
Frank et Cora reprennent leur relation tumultueuse et envisagent leur avenir ensemble. Alors qu'ils sont sur la route, un accident tue Cora. Le livre se termine avec le résumé des événements par Frank, expliquant sa condamnation pour le meurtre de Cora ; son aveu final étant destiné à publication après son exécution.

## Analyse critique
Pour François Guérif, ce roman est « d'une rare concision stylistique et rythmique. (C'est) une œuvre révolutionnaire qui porte le crime chez les gens « ordinaires » en dévoilant les motivations essentielles des protagonistes : le sexe et l'argent. Pas de jugement moral mais l’œil entomologique d'un écrivain qui a transformé les crime stories en histoire d'amour ». Dans son livre d'entretien Du polar, il écrit « Je pense que James Cain est le plus méconnu des grands écrivains de romans noirs. Je pense que Le facteur sonne toujours deux fois est un chef-d'œuvre qui n'a jamais été dépassé. S'il y a un livre qui mérite d'être hissé au niveau des Chandler, c'est bien Le facteur sonne toujours deux fois »

## Honneurs
Le facteur sonne toujours deux fois occupe la 30e place au classement des cent meilleurs romans policiers de tous les temps établie par la Crime Writers' Association en 1990.
Le facteur sonne toujours deux fois occupe la 14e place au classement des cent meilleurs livres policiers de tous les temps établi en 1995 par l'association des Mystery Writers of America.
Le facteur sonne toujours deux fois occupe aussi la 98e place au classement des cent meilleurs romans de langue anglaise du XXe siècle établi par la Modern Library en 1998.

## Adaptations
Ce roman a inspiré de nombreuses adaptations au cinéma :
- 1939 : Le Dernier Tournant de Pierre Chenal, avec notamment Michel Simon ;
- 1943 : Les Amants diaboliques (Ossessione) de Luchino Visconti ; le livre n’est pas mentionné au générique ;
- 1946 : Le facteur sonne toujours deux fois (The Postman always rings twice) de Tay Garnett ;
- 1981 : Le facteur sonne toujours deux fois (The Postman always rings twice) de Bob Rafelson, avec notamment Jack Nicholson ;
- 1998 : Szenvedély (Passion) de György Fehér, film hongrois de 155 min en noir et blanc ;
- 2004 : Buai laju-laju (titre international: Swing My Swing High, My Darling) de U-Wei Haji Saari, film malaisien de 93 min ; le livre n’est pas mentionné au générique ;
- 2008 : Jerichow de Christian Petzold, film allemand.

## Liens
- Notice dans un dictionnaire ou une encyclopédie généraliste :   - Britannica
- Notices d'autorité :   - Israël